# Xiangcheng, Garzê
Xiangcheng, även känd som Chathreng, är ett härad i den tibetanska autonoma prefekturen Garzê i Sichuan-provinsen i sydvästra Kina.